# Det Virtuelle Musikbibliotek
Det Virtuelle Musikbibliotek (DVM) er et digitalt musikbibliotek for studerende, forskere og musikinteresserede igangsat 1999-2001 som et projekt mellem Statsbiblioteket, Det Kongelige Bibliotek, Syddansk Universitetsbibliotek, Aalborg Universitetsbibliotek og Dansk Musikinformations Center; projektet blev støttet af Danmarks Elektroniske Fag- og Forskningsbibliotek. Efter projektfasen er Det Virtuelle Musikbibliotek i 2011 forsat på en ny platform som et samarbejdsprojekt mellem Det Kongelige Bibliotek og Syddansk Universitetsbibliotek .
Det Virtuelle Musikbibliotek præsenterer først og fremmest elektroniske ressourcer:
- En række danske musiktidsskrifter online - det gælder Dansk Musik Tidsskrift (dmt) (1925-2008) og en række andre nyere og ældre danske musiktidsskrifter. Nogle af tidsskifterne har fritekstsøgning.
- Specialedatabasen, der registrerer specialer skrevet ved især de tre universitetsinstitutter i Aalborg, Aarhus og København.
- Udvalgte emner præsenterer forskellige sider af dansk musikhistorie, f.eks. Musik ved Christian IVs hof, Dansk Guldalderjazz og Sanghistorisk Arkiv

Hovedparten af indholdet på Det Virtuelle Musikbibliotek er skabt i perioden 1999-2007.